# Отгонка (населённый пункт)
Отгонка — населённый пункт в Тогучинском районе Новосибирской области. Входит в состав Борцовского сельсовета.

## Топоним
До 2017 года официальное название — Остановочная Платформа Отгонка, позже изменено, как и у других НП, областным законом (исключены слова «остановочная платформа»).

## География
Площадь населённого пункта — 5 гектаров.
Улица одна — Железнодорожная.

## Население
| 2002 | 2007 | 2010 |
| ---- | ---- | ---- |
| 63   | →63  | ↘41  |

## Инфраструктура
В населённом пункте по данным на 2007 год отсутствует социальная инфраструктура.

## Транспорт
Действует остановочная платформа Отгонка.